# El Morro National Monument
Het El Morro National Monument is gelokaliseerd op een oude oost-west route in het westen van New Mexico, zo’n 200 kilometer ten westen van Albuquerque. Het belangrijkste element van dit nationaal monument is een grote zandstenen kaap met een waterpoel aan haar basis. 
Deze van ver zichtbare beschutte oase in de westelijke woestijn van de Verenigde Staten is door de eeuwen heen door vele reizigers aangedaan. De Spaanse verkenners noemden het "El Morro" (Het Hoofdland). De Zuni-indianen, de onmiddellijke opvolgers van de Anasazi, noemden het "A'ts'ina" (Plaats van schrijfsels op de rots). Anglo-Amerikanen noemden het "Inscription Rock". Reizigers lieten tekeningen, namen, data en verslagen over hun tocht achter. Hoewel de inscripties langzaam vervagen kunnen vele nog steeds bekeken worden, sommige teruggaand tot de 17e eeuw. De oudste rotstekeningen en inscripties zijn gemaakt door de Anasazi, eeuwen voordat de Europeanen hun tekens achterlieten.

## Het nationaal monument
Op 8 december 1906 werd de Inscription Rock en het omliggende gebied van ca. 486 hectare, tegelijk met Montezuma Castle in Arizona, door president Theodore Roosevelt tot nationaal monument verklaard. Sindsdien is het door de federale wet verboden om nog inscripties op de rots aan te brengen.